# Geissorhiza ornithogaloides
Geissorhiza ornithogaloides är en irisväxtart som beskrevs av Friedrich Wilhelm Klatt. Geissorhiza ornithogaloides ingår i släktet Geissorhiza och familjen irisväxter.

## Underarter
Arten delas in i följande underarter:
- G. o. marlothii
- G. o. ornithogaloides